# والتر هوفمان
والتر هوفمان (انگلیسی: Walter Hofmann؛ زادهٔ ۲۶ سپتامبر ۱۹۴۹) قایقران کانو اهل آلمان بود.